# Simsklasse
De Simsklasse bestond uit 12 torpedobootjagers gebouwd in zeven verschillende scheepswerven en in dienst genomen in 1939 en 1940 door de Amerikaanse marine. Het was de laatste torpedobootjagerklasse die gereed kwam voor de Tweede Wereldoorlog. Alle Simsklasse schepen kwamen tijdens de oorlog in actie en zeven haalden het einde van de oorlog. In 1946 waren alle schepen uit dienst.
De Simsklasse was de opvolger van de Benhamklasse. De Simsklasse werd ruim 2 meter langer en de waterverplaatsing nam met bijna 100 ton toe. De 12 schepen van deze klasse werden gebouwd op zeven verschillende scheepswerven in het land. Zes schepen werden in 1939 opgeleverd en de rest in 1940.
Van de vijf schepen die verloren gingen werden vier door de Japanners tot zinken gebracht, en één door de Duitsers. Drie van de overige zeven werden tijdens de oorlog omgebouwd en waren aan het eind van de oorlog niet inzetbaar, waarna ze werden gesloopt. De overige vier schepen werden als doelen gebruikt tijdens kernproeven bij Bikini (zie Operation Crossroads). Eén zonk door de vuurexplosie en de andere drie werden tot zinken gebracht als doelen na twee jaar als onderzoeksplatformen te hebben gediend.

## Schepen
| Scheepsnaam         | In dienst         | Uit dienst       | Lot |
| ------------------- | ----------------- | ---------------- | --- |
| Sims (DD-409)       | 1 augustus 1939   |                  | Tot zinken gebracht door Japanse vliegtuigen tijdens de Slag in de Koraalzee, op 7 mei 1942. (14 overlevenden).                                |
| Hughes (DD-410)     | 21 september 1939 | 28 augustus 1946 | Beschadigd tijdens Operation Crossroads, juli 1946. Tot zinken gebracht als doel op 16 oktober 1948.                                           |
| Anderson (DD-411)   | 19 mei 1939       | 28 augustus 1946 | Tot zinken gebracht tijdens Operation Crossroads (Test "Able"), op 1 juli 1946.                                                                |
| Hammann (DD-412)    | 11 augustus 1939  |                  | Tot zinken gebracht door Japanse onderzeeër I-168 noordelijk van Midway, op 6 juni 1942. (80 doden).                                           |
| Mustin (DD-413)     | 15 september 1939 | 29 augustus 1946 | Beschadigd tijdens Operation Crossroads, juli 1946. Tot zinken gebracht als doel bij Kwajalein, 18 april 1948.                                 |
| Russell (DD-414)    | 3 november 1939   | 15 november 1945 | Verkocht als schroot, september 1947. |
| O'Brien (DD-415)    | 2 maart 1940      |                  | Getorpedeerd door Japanse onderzeeër I-19, 15 september 1942. Gezonken op 19 oktober 1942 bij Suva, onderweg naar Pearl Harbor voor reparatie. |
| Walke (DD-416)      | 27 april 1940     |                  | Tot zinken gebracht tijdens de Slag om Guadalcanal, 15 november 1942. (88 doden).                                                              |
| Morris (DD-417)     | 5 maart 1940      | 9 november 1945  | Verkocht als schroot, 2 augustus 1947. |
| Roe (DD-418)        | 5 januari 1940    | 30 oktober 1945  | Verkocht als schroot, augustus 1947. |
| Wainwright (DD-419) | 15 april 1940     | 29 augustus 1946 | Beschadigd tijdens Operation Crossroads, juli 1946. Als doel tot zinken gebracht in de Stille Oceaan, 5 juli 1948.                             |
| Buck (DD-420)       | 15 mei 1940       |                  | Tot zinken gebracht door U-616 bij Salerno, 9 oktober 1943. (150 doden)                                                                        |